# Jeu de cartes des Irakiens les plus recherchés

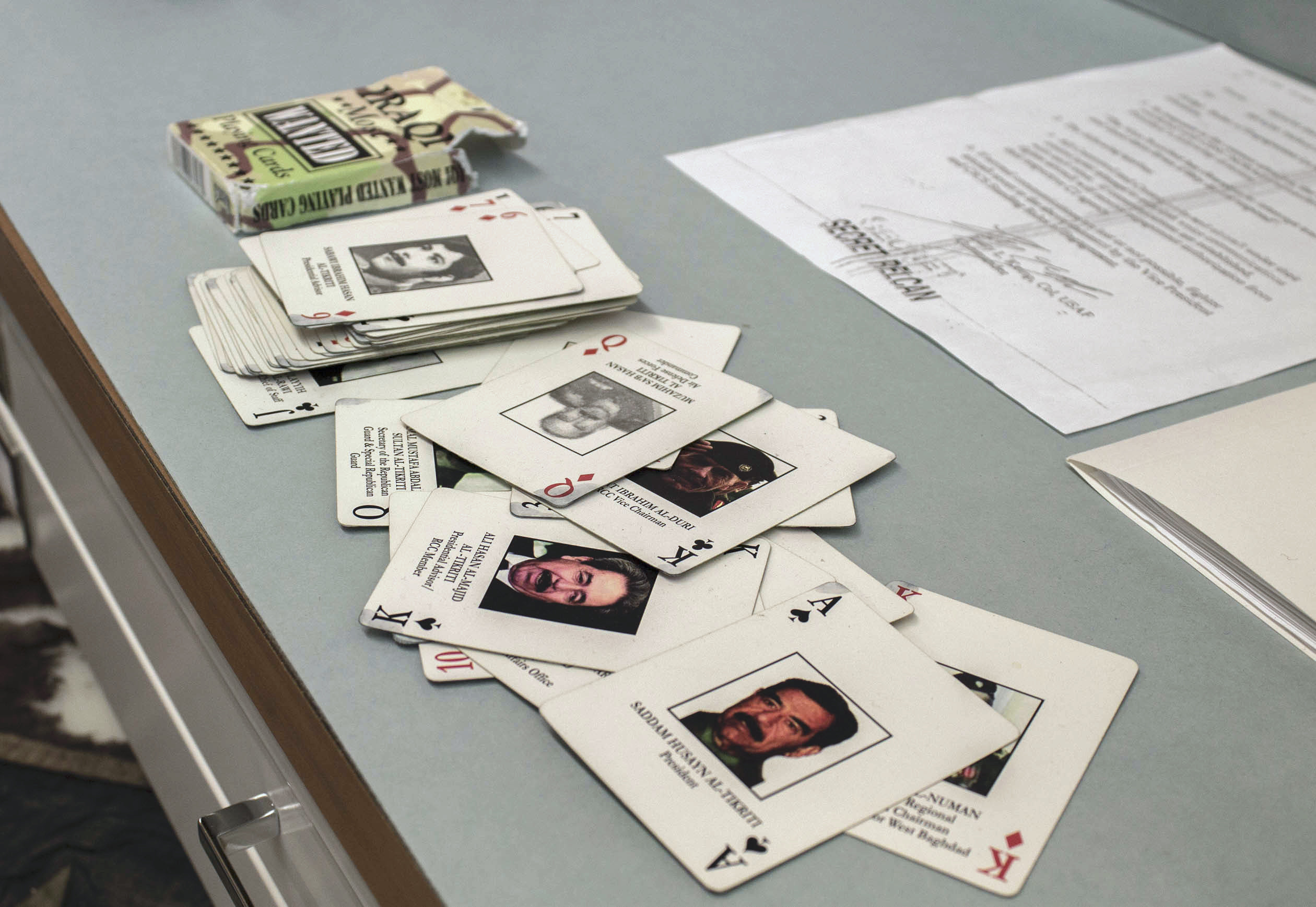
Photographie d'une pile de cartes à jouer affichant les hommes les « plus recherchés » de la guerre en Irak.

Lors de l'invasion de l'Irak en 2003 par une coalition dirigée par les États-Unis, la Defense Intelligence Agency américaine a mis au point un jeu de cartes pour aider les troupes à identifier les membres les plus recherchés du gouvernement du président Saddam Hussein, principalement des membres de haut rang de la branche régionale irakienne du parti Baas arabe socialiste ou des membres du Conseil de commandement révolutionnaire ; parmi eux se trouvaient certains membres de la famille de Hussein. Ces cartes ont été officiellement baptisées "cartes d'identification de la personnalité" (personality identification playing cards en anglais). En 2021, les 52 personnes les plus recherchées, à l'exception de quatre d'entre elles, sont mortes, ont été tuées ou capturées, et onze d'entre elles ont été libérées.

## Au sujet des cartes

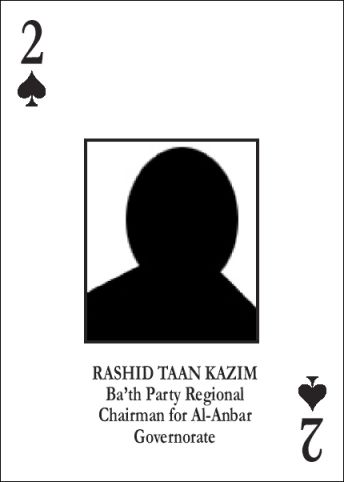
Carte de

Chaque carte contient l'adresse de la personne recherchée et, le cas échéant, l'emploi qu'elle exerce. Les cartes les plus élevées, en commençant par les as et les rois, ont été utilisées pour les personnes figurant en tête de la liste des personnes les plus recherchées. L'as de pique correspond à Saddam Hussein, les as de trèfle et de cœur à ses fils Qoussaï  et Oudaï  respectivement, et l'as de carreau au secrétaire présidentiel de Saddam, Abed Hamid Mahmoud. Cette stricte correspondance à l'ordre de la liste des personnes les plus recherchées n'a pas été appliquée à l'ensemble du jeu de cartes, mais quelque temps plus tard, en 2003, la liste elle-même a été renumérotée pour se conformer (presque) au jeu de cartes. Le dos des cartes présente un camouflage qui rappelle celui du Desert Camouflage Uniform.
Selon le Lieutenant commander de l'US Navy Jim Brooks, porte-parole de la Defense Intelligence Agency, ces cartes à jouer ont été utilisées dès la guerre de Sécession, puis pendant la Seconde Guerre mondiale - les cartes de l'Army Air Corps imprimées avec les silhouettes des avions de chasse allemands et japonais se vendent aujourd'hui plusieurs centaines de dollars - et pendant la guerre de Corée. Les troupes jouent souvent aux cartes pour passer le temps, et le fait de voir les noms, les visages et les titres des Irakiens recherchés pendant leurs parties aidera les soldats et les marines au cas où ils tomberaient sur les individus recherchés sur le terrain, a déclaré Brooks.

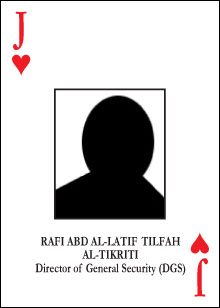
Carte de

La liste des "personnes les plus recherchés" est le résultat d'une collaboration entre plusieurs agences de renseignement, dont la Defense Intelligence Agency, le Central Command et des représentants de toutes les entités de renseignement des US Service Branch. Les noms des "personnes les plus recherchés" ont ensuite été assignés à leurs cartes respectives par cinq soldats de l'armée américaine, le Second lieutenant Hans Mumm, le Staff sergeant Shawn Mahoney, le Sergent Andrei Salter, le Sergent Scott Boehmler et le Specialist Joseph Barrios, qui ont été affectés à la Defense Intelligence Agency. Les images utilisées sur les cartes provenaient d'un certain nombre d'agences de renseignement, mais la plupart étaient issues de "sources ouvertes". Le jeu de cartes a été annoncé publiquement pour la première fois en Irak le 11 avril 2003, lors d'une conférence de presse donnée par le général de brigade Vincent Brooks, directeur adjoint des opérations au Commandement central des États-Unis.
Le même soir, Max Hodges, un entrepreneur basé à Houston, a trouvé et téléchargé un fichier graphique haute résolution pour le jeu de cartes à partir d'un serveur web du ministère de la défense. Découvrant le lendemain que le fichier avait disparu du serveur web militaire, il est devenu le premier vendeur sur eBay à proposer le fichier d'illustration, au format PDF, qui pouvait être utilisé pour reproduire le jeu de cartes. Il a rapidement passé un contrat avec la société Gemaco Playing Card Company pour l'impression de 1 000 jeux de cartes pour environ 4 000 dollars et a commencé à vendre les jeux de cartes, avant de les recevoir de l'imprimeur, sur eBay, Amazon.com et son propre site web. Lorsque certaines de ses premières enchères pour un jeu de cartes à 4 dollars ont rapidement atteint plus de 120 dollars, il n'a pas fallu longtemps pour que d'autres eBayers prennent le train en marche et impriment ou commandent leurs propres jeux de cartes pour les vendre. En quelques jours seulement, des centaines de vendeurs se sont manifestés et le prix a chuté à quelques dollars par jeu.

## Liste des cartes
| Enseigne | Carte   | Personne | Pos | Ini | Destin                                                                                               |
| -------- | ------- | --- | --- | --- | --- |
| Piques   | As ♠    | Saddam Hussein Président de l'Irak | 1   | 1   | Capturé le 13 décembre 2003 Exécuté le 30 Decembre 2006                                              |
| Piques   | Roi ♠   | Ali Hasan al-Majid (également connu sous le nom de Chemical Ali / Ali le chimique en français ) Conseiller présidentiel / Membre du Conseil de commandement révolutionnaire | 5   | 5   | Capturé le 21 août 2003 Exécuté le 25 janvier 2010                                                   |
| Piques   | Reine ♠ | Muhammad Hamza Zubaydi (en)Ancien membre du Conseil de commandement révolutionnaire                                                                                         | 9   | 18  | Capturé le 21 avril 2003 Décédé en détention le 2 décembre 2005                                      |
| Piques   | Valet ♠ | Ibrahim Ahmad Abd al-Sattar Muhammad (en)Chef d'état-major des forces armées irakiennes                                                                                     | 13  | 11  | Capturé le 12 mai 2003 Décédé en détention le 28 octobre 2010                                        |
| Piques   | 10 ♠    | Hamid Raja Shalah (en)Commandant de l'armée de l'air | 17  | 15  | Capturé le 14 juin 2003 Libéré en août 2007                                                          |
| Piques   | 9 ♠     | Hamid Raja Shalah (en)Chef du bureau des affaires tribales | 21  | 39  | Tué en 2003                                                                                          |
| Piques   | 8 ♠     | Tariq AzizVice-premier ministre | 25  | 43  | S'est rendu le 24 avril 2003 et condamné à mort Décédé en juin 2015                                  |
| Piques   | 7 ♠     | Mahmud Dhiyab (en)Ministre de l'intérieur | 29  | 46  | S'est rendu en 2003 Libéré en juillet 2012                                                           |
| Piques   | 6 ♠     | Amer Mohammad Rashid (en)Conseiller présidentiel / ancien ministre du pétrole                                                                                               | 33  | 47  | S'est rendu le 28 avril 2003 Libéré en avril 2012                                                    |
| Piques   | 5 ♠     | Watban Ibrahim Hasan Conseiller présidentiel | 37  | 51  | Capturé le 13 avril 2003 et condamné à mort Décédé de causes naturelles en détention le 13 août 2015 |
| Piques   | 4 ♠     | Muhammad Zimam Abd Al-Razzaq (en)Président du commandement de la branche du parti Baas                                                                                      | 41  | 23  | Capturé le 15 février 2004                                                                           |
| Piques   | 3 ♠     | Saad Abdul-Majid (en) Président du commandement de la branche du parti Baas                                                                                                 | 45  | 36  | Capturé le 24 mai 2003 libéré le 18 décembre 2005 Décédé le 16 avril 2021                            |
| Piques   | 2 ♠     | Rashid Taan Kazim (en)Président régional du parti Baas | 49  | 30  | En liberté à partir de 2020                                                                          |
| Trèfles  | As ♣    | Qusay Saddam Husayn Second fils de Saddam Hussein | 2   | 2   | Tué lors d'un affrontement avec l'armée américaine à Mossoul en 2003                                 |
| Trèfles  | Roi ♣   | Ezzat Ibrahim al-Douri Vice-président du Conseil de commandement révolutionnaire                                                                                            | 6   | 6   | Décédé le 25 octobre 2020                                                                            |
| Trèfles  | Reine ♣ | Kamal Mustafa Abdullah (en) Secrétaire général de la Garde républicaine Irakienne                                                                                           | 10  | 8   | S'est rendu le 17 mai 2003                                                                           |
| Trèfles  | Valet ♣ | Saif Al-Din Al-Rawi (en) Chef d’état-major de la Garde républicaine Irakienne                                                                                               | 14  | 12  | En liberté à partir de 2020                                                                          |
| Trèfles  | 10 ♣    | Latif Nassif Jassim (en)Vice-président du bureau militaire du parti Baas | 18  | 37  | Capturé le 9 juin 2003 Décédé en août 2021                                                           |
| Trèfles  | 9 ♣     | Jamal Mustafa Abdullah (en) Chef adjoint des affaires tribales | 22  | 40  | S'est rendu le 20 avril 2003 Libéré le 30 juin 2020                                                  |
| Trèfles  | 8 ♣     | Walid Hamid Tawfiq (en) Gouverneur de Bassorah | 26  | 44  | S'est rendu le 29 avril 2003 Libéré le 25 juin 2020                                                  |
| Trèfles  | 7 ♣     | Iyad Futayyih (en)Chef d'état-major des forces de Quds | 30  | 20  | Capturé le 4 juin 2003 Décédé en détention le 18 mai 2018                                            |
| Trèfles  | 6 ♣     | Hossam Mohammed Amin (en) chef de la Direction nationale du contrôle | 34  | 49  | Capturé le 27 avril 2003 Libéré en 2005                                                              |
| Trèfles  | 5 ♣     | Barzan Ibrahim Hasan Conseiller présidentiel | 38  | 52  | Capturé le 17 avril 2003 Exécuté en 2007                                                             |
| Trèfles  | 4 ♣     | Samir Abdul Aziz al-Najim (en)Président du commandement de la branche du parti Baas                                                                                         | 42  | 24  | Capturé le 17 avril 2003                                                                             |
| Trèfles  | 3 ♣     | Sayf al-Din Al-Mashhadani Président du commandement de la branche du parti Baas                                                                                             | 46  | 27  | Capturé le 24 mai 2003 Tué par l'Etat Islamique 2014                                                 |
| Trèfles  | 2 ♣     | Ugla Abid Saqr Président régional du parti Baas | 50  | 31  | Capturé le 20 mai 2003 libéré en 2012                                                                |
| Cœur     | As ♥    | Oudaï Saddam Hussein al-Tikriti Fils aîné de Saddam Hussein | 3   | 3   | Tué dans un affrontement avec l'armée américaine à Mossoul en 2003                                   |
| Cœur     | Roi ♥   | Hani Abd Latif Tilfah (en) Directeur de l'organisation spéciale de sécurité                                                                                                 | 7   | 7   | Capturé le 21 juin 2004                                                                              |
| Cœur     | Reine ♥ | Barzan Abdul Ghafoor Sulaiman (en)Commandant spécial de la Garde républicaine                                                                                               | 11  | 9   | Capturé le 23 juillet 2003 Libéré le 29 juin 2020                                                    |
| Cœur     | Valet ♥ | Rafi Abd Latif Tilfah (en) Directeur de la sécurité générale | 15  | 13  | En liberté à partir de 2020                                                                          |
| Cœur     | 10 ♥    | Abd al-Tawab Mullah Huwaysh (en) Vice-premier ministre | 19  | 16  | Capturé le 2 mai 2003                                                                                |
| Cœur     | 9 ♥     | Mizban Khadr al-Hadi (en)Membre du Conseil de commandement révolutionnaire                                                                                                  | 23  | 41  | S'est rendu le 9 juillet 2003 Décédé en détention le 16 mai 2020                                     |
| Cœur     | 8 ♥     | Sultan Hashim Ahmad al-Tai (en) ministre de la défense | 27  | 19  | Capturé en 2003, Condamné à mort Décédé en détention le 19 juillet 2020                              |
| Cœur     | 7 ♥     | Zuhayr Talib Abd al-Sattar al-Naqib (en) directeur du renseignement militaire                                                                                               | 31  | 21  | Capturé le 23 avril 2003 Décédé le 15 juin 2020                                                      |
| Cœur     | 6 ♥     | Muhammad Mahdi Salih (en) | 35  | 48  | Capturé le 23 avril 2003 Libéré en juillet 2010                                                      |
| Cœur     | 5 ♥     | Huda Salih Mahdi Ammash (en) (également connue sous le nom de Mme Anthrax) scientifique spécialiste des armes de destruction massive, la seule femme de la liste            | 39  | 53  | Capturée le 7 mai 2003 Libérée en 2005                                                               |
| Cœur     | 4 ♥     | Humam Abd al-Khaliq Abd al-Ghafur (en) ministre de l'enseignement supérieur et de la recherche scientifique                                                                 | 43  | 54  | Capturé le 19 avril 2003                                                                             |
| Cœur     | 3 ♥     | Fadil Mahmud Gharib Président du commandement de la branche du parti Baas                                                                                                   | 47  | 28  | Capturé le 15 mai 2003 Tué par l'Etat islamique en 2014                                              |
| Cœur     | 2 ♥     | Ghazi Hamoud Al-Obaidi (en) Président du commandement de la branche du parti Baas                                                                                           | 51  | 32  | Capturé le 7 mai 2003 Décédé en 2007                                                                 |
| Carreaux | As ♦    | Abed Hamid Mahmoud secrétaire présidentiel | 4   | 4   | Exécuté le 7 juin 2012                                                                               |
| Carreaux | Roi ♦   | Aziz Saleh Al-Numan (en) Président du commandement de la branche du parti Baas                                                                                              | 8   | 17  | Condamné à mort en 2011                                                                              |
| Carreaux | Reine ♦ | Muzahim Saab Hassan (en) commandant des forces de défense aérienne | 12  | 10  | Capturé le 23 avril 2003 Libéré en avril 2012                                                        |
| Carreaux | Valet ♦ | Tahir Jalil Habbush (en) Service de renseignement irakien | 16  | 14  | En liberté à partir de 2020                                                                          |
| Carreaux | 10 ♦    | Taha Yassinne Ramadan Vice président / Membre du Conseil de commandement révolutionnaire                                                                                    | 20  | 38  | Exécuté en 2007                                                                                      |
| Carreaux | 9 ♦     | Taha Muhie-eldin Marouf (en) Vice président / Membre du Conseil de commandement révolutionnaire                                                                             | 24  | 42  | Capturé le 2 mai 2003 Décédé en exil en 2009                                                         |
| Carreaux | 8 ♦     | Hikmat Mizban Ibrahim (en) Vice-premier ministre et ministre des finances                                                                                                   | 28  | 45  | Capturé le 18 avril 2003 Décédé en détention en 2012                                                 |
| Carreaux | 7 ♦     | Amir Hamudi Hasan al-Sadi (en) Conseiller scientifique présidentiel | 32  | 55  | S'est rendu le 12 avril 2003                                                                         |
| Carreaux | 6 ♦     | Sabawi Ibrahim al-Tikriti (en)Conseiller présidentiel | 36  | 50  | Décédé d'un cancer en 2013                                                                           |
| Carreaux | 5 ♦     | Abd Al-Baqi Abd Karim Al-Sadun (en) Président du commandement de la branche du parti Baas                                                                                   | 40  | 22  | Capturé en 2015 Condamné à mort en 2016 Décédé en 2021                                               |
| Carreaux | 4 ♦     | Yahya Abdallah al-Ubaydi (en) Président du commandement de la branche du parti Baas                                                                                         | 44  | 25  | Tué en 2003                                                                                          |
| Carreaux | 3 ♦     | Muhsin Khadr Président du commandement de la branche du parti Baas | 48  | 29  | Capturé le 7 février 2004 Décédé en détention en 2017                                                |
| Carreaux | 2 ♦     | Adil Abdullah Mahdi Al-Douri (en)Président du commandement de la branche du parti Baas                                                                                      | 52  | 33  | Capturé le 15 mai 2003Décédé d'une insuffisance rénale le 22 mars 2004                               |